# Космос-2279
Космос-2279 је један од преко 2400 совјетских вјештачких сателита лансираних у оквиру програма Космос.
Космос-2279 је лансиран са космодрома Плесецк, Русија, 26. априла 1994. Ракета-носач Космос је поставила сателит у орбиту око планете Земље. Маса сателита при лансирању је износила 825 килограма. Космос-2279 је био војни навигациони сателит.